# Герман, Симона
Симона Кристина Герман (рум. Simona Gherman, р.12 апреля 1985), в девичестве Симона Кристина Александру (рум. Simona Alexandru) — румынская фехтовальщица-шпажистка, многократная чемпионка мира и Европы, чемпионка Европейских игр.

## Биография
Родилась в 1985 году в Бухаресте, занималась фехтованием с 10 лет в клубе «Стяуа» (первый тренер — Михаэла Динкэ). В 2004 году стала бронзовым призёром чемпионата мира среди юниоров в команде, в 2008 году — чемпионкой Европы среди молодёжи до 23 лет в личном первенстве. В 2008 и 2009 годах становилась чемпионкой Европы, в 2010 году чемпионкой мира. В 2011 году Симона Александру вновь стала чемпионкой Европы.
Чемпионка Румынии в личном и командном первенстве (2004, 2006, 2008), среди юниоров в личном и командном первенстве (2004). Обладательница Кубка Федерации 2004 года, обладательница Кубка Румынии в личном и командном первенстве (2005, 2006, 2007).
В августе 2011 года Симона вышла замуж за гандболиста Драгоша Германа, и с тех пор стала выступать под фамилией «Герман». В 2011 году благодаря ей румынская сборная вновь стала чемпионами мира. В 2012 году Симона впервые стала чемпионкой Европы в личном первенстве (в командном первенстве румынки завоевали серебряную медаль), но на Олимпийских играх в Лондоне заняла лишь 6-е место. В 2014 году стала чемпионкой Европы в командном зачёте, и бронзовым призёром — в личном первенстве. В 2015 году стала чемпионкой Европы, выиграла «серебро» на чемпионате мира в командных соревнованиях и завоевала золотую и бронзовую медали Европейских игр. В 2016 году Симона стала чемпионкой Европы в личном первенстве, а также стала третьей в командных соревнованиях.
В 2019 году вернулась в клуб «Стяуа» на работу менеджером секции фехтования, спортивной и художественной гимнастики.
Окончила технологический лицей «Димитрие Густи» и факультет физического воспитания и спорта в Бухаресте. Родила двоих дочерей (Теодору и Александру).
В 2016 году удостоена ордена Спортивных заслуг I степени и звания почётного гражданина Бухареста.